# Living Proof: The Farewell Tour
Living Proof: The Farewell Tour (або просто The Farewell Tour, а пізніше — The Never Can Say Goodbye Tour) був п'ятим концертним туром американської співачки й актриси Шер для просування її двадцять четвертого студійного альбому Living Proof, і її восьмого офіційний збірний альбом The Very Best of Cher. Він розпочався 14 червня 2002 року в Торонто, Онтаріо, Канада, і спочатку планувався як 59-денний тур по Північній Америці.
Через популярність туру Шер вирішила продовжити його ще на 100 концертів у Північній Америці, а після завершення туру в 2004 році, вона оголосила про плани виступати в Європі, Океанії та Азії, щоб грати на територіях, де вона ніколи не була або давно не грала. Фінальний концерт відбувся в Голлівуд Боул у Лос-Анджелесі після рекордних 325 виступів, які зібрали понад 200 мільйонів доларів і занесли Шер у Книгу рекордів Гіннесса як «найкасовіший тур виконавця-жінки» на той час.
Тур був запланований подібно до її попереднього 1999/2000 Do You Believe?. Сет-лист складався з 21 пісні, 4 відеомонтажів, танцюристів і аеропланів. Він також включав дюжину змін в костюмах, розроблених давнім співробітником Шер — Бобом Макі. Деякі зміни були внесені в сет-лист під час європейського та австралійського етапів.
Тур викликав позитивні відгуки критиків. Концерт транслювався на NBC з American Airlines Arena у Маямі під час вихідних на День подяки. Концерт зібрав близько 17 мільйонів глядачів і отримав три нагороди Primetime Emmy. DVD під назвою The Farewell Tour вийшов влітку 2003 року.
Хоча Шер заявила, що це буде її останній тур, вона повернулася до гастролей у 2014 році зі своїм туром Dressed to Kill, концерти якого були проведені у 49 містах Північної Америки. Однак це буде її останнім світовим туром, аж поки вона не розпочне тур Here We Go Again (2018—2020).